# Championnats de Nouvelle-Zélande de VTT

Les championnats de Nouvelle-Zélande de vélo tout terrain sont des compétitions ouvertes aux coureurs de nationalité néo-zélandaise.

## Palmarès masculin

### Cross-country
| Année | Or                | Argent            | Bronze            |
| ----- | ----------------- | ----------------- | ----------------- |
| 2004  | Kashi Leuchs      | Jason Clement     | Wayne Hiscock     |
| 2005  | Michael Northcott | Marcus Roy        | Stuart Houltham   |
| 2006  | Kashi Leuchs      | Marcus Roy        | Clinton Avery     |
| 2007  | Clinton Avery     | Stuart Houltham   | Eric Drower       |
| 2008  | Stuart Houltham   | Michael Northcott | Gavin McCarthy    |
| 2010  | Michael Northcott | Brendon Sharratt  | Dirk Peters       |
| 2011  | Carl Jones        | Dirk Peters       | Michael Northcott |
| 2012  | Dirk Peters       | Michael Northcott | Brad Hudson       |
| 2013  | Anton Cooper      | Dirk Peters       | Carl Jones        |
| 2014  | Samuel Gaze       | Anton Cooper      | Dirk Peters       |
| 2015  | Anton Cooper      | Samuel Gaze       | Dirk Peters       |
| 2016  | Samuel Gaze       | Anton Cooper      | Ben Oliver        |
| 2017  | Anton Cooper      | Ben Oliver        | Jack Compton      |
| 2018  | Anton Cooper      | Ben Oliver        | Eden Cruise       |
| 2019  | Anton Cooper      | Ben Oliver        | Samuel Shaw       |
| 2020  | Anton Cooper      | Josh Burnett      | Cameron Jones     |
| 2021  | Anton Cooper      | Ben Oliver        | Samuel Shaw       |
| 2022  | Anton Cooper      | Ben Oliver        | Craig Oliver      |
| 2023  | Matthew Wilson    | Craig Oliver      | Ben Oliver        |
| 2024  | Anton Cooper      | Matthew Wilson    | Ben Oliver        |

### Marathon
| Année | Or            | Argent           | Bronze          |
| ----- | ------------- | ---------------- | --------------- |
| 2009  | Mathew Gorter | Scott Thorne     | Brad Tilby      |
| 2010  | Tim Wilding   | Brendon Sharratt | Stuart Houltham |

### Descente
| Année | Or                | Argent                | Bronze                |
| ----- | ----------------- | --------------------- | --------------------- |
| 2004  | John Kirkcaldie   | Nathan Rankin         | James Dodds           |
| 2005  | John Kirkcaldie   | Des Curry             | Nathan Rankin         |
| 2006  | Nathan Rankin     | Glenn Haden           | Kieran Bennett        |
| 2007  | Kieran Bennett    | Cameron Cole          | Nathan Rankin         |
| 2008  | Glenn Haden       | Cameron Cole          | Wyn Masters           |
| 2009  | Wyn Masters       | Glenn Haden           | Nathan Rankin         |
| 2010  | Wyn Masters       | Glenn Haden           | Nathan Rankin         |
| 2011  | Cameron Cole      | George Brannigan      | Nathan Rankin         |
| 2012  | Justin Leov       | George Brannigan      | Bryn Dickerson        |
| 2013  | Brook MacDonald   | Samuel Blenkinsop     | Matthew Walker        |
| 2014  | George Brannigan  | Samuel Blenkinsop     | Rupert Chapman        |
| 2015  | George Brannigan  | Brook MacDonald       | Samuel Blenkinsop     |
| 2016  | Rupert Chapman    | Edward Masters        | Reuben Olorenshaw     |
| 2017  | Keegan Wright     | Brook MacDonald       | Samuel Blenkinsop     |
| 2018  | Edward Masters    | Brook MacDonald       | Matthew Walker        |
| 2019  | Brook MacDonald   | Keegan Wright         | Blake Ross            |
| 2020  | Samuel Blenkinsop | Sam Gale              | George Brannigan      |
| 2021  | Samuel Blenkinsop | Boaz Hebblethwaite    | Sam Gale              |
| 2022  | George Brannigan  | Tuhoto-Ariki Pene     | Lachlan Stevens-McNab |
| 2023  | Toby Meek         | Samuel Blenkinsop     | Sam Gale              |
| 2024  | Tyler Waite       | Lachlan Stevens-McNab | Tuhoto-Ariki Pene     |

### 4-cross
| Année | Or          | Argent            | Bronze         |
| ----- | ----------- | ----------------- | -------------- |
| 2012  | Dirk Peters | Michael Northcott | Bradley Hudson |

## Palmarès féminin

### Cross-country
| Année | Or              | Argent          | Bronze             |
| ----- | --------------- | --------------- | ------------------ |
| 2004  | Sonia Foote     | Robyn Wong      | Jennifer O'Connor  |
| 2005  | Rosara Joseph   | Annika Smail    | Sonia Foote        |
| 2006  | Rosara Joseph   | Annika Smail    | Robyn Wong         |
| 2007  | Anja McDonald   | Jennifer Smith  | Brenda Clapp       |
| 2008  | Sonia Hill      | Brenda Clapp    | Cathy Hamer        |
| 2010  | Nicola Leary    | Fiona Macdermid | Samara Sheppard    |
| 2011  | Rosara Joseph   | Karen Hanlen    | Katherine O'Neill  |
| 2012  | Karen Hanlen    | Rosara Joseph   | Fiona Macdermid    |
| 2013  | Karen Hanlen    | Kate Fluker     | Samara Sheppard    |
| 2014  | Kate Fluker     | Karen Hanlen    | Fiona Macdermid    |
| 2015  | Kate Fluker     | Karen Hanlen    | Amber Johnston     |
| 2016  | Kate Fluker     | Kim Hurst       | Samara Sheppard    |
| 2017  | Samara Sheppard | Kate Fluker     | Charlotte Rayner   |
| 2018  | Samara Sheppard | Kate Fluker     | Charlotte Rayner   |
| 2019  | Samara Sheppard | Kate McIlroy    | Jessica Manchester |
| 2020  | Josie Wilcox    | Samara Maxwell  | Jessica Manchester |
| 2021  | Samara Maxwell  | Kate McIlroy    | Rebecca Kingsford  |
| 2022  | Samara Maxwell  | Mary Gray       | Amélie MacKay      |
| 2023  | Samara Maxwell  | Josie Wilcox    | Ruby Ryan          |
| 2024  | Samara Maxwell  | Josie Wilcox    | Jessica Manchester |

### Marathon
| Année | Or                | Argent       | Bronze             |
| ----- | ----------------- | ------------ | ------------------ |
| 2005  | Sonia Foote       | Nyra Moller  | Sadie Parker       |
| 2007  | Jennifer O'Connor | Nina Trass   | Genevieve Matthews |
| 2009  | Annika Smail      | Nicola Leary | Monique Avery      |
| 2010  | Annika Smail      | Nicola Leary | Samara Sheppard    |

### Descente
| Année | Or               | Argent          | Bronze             |
| ----- | ---------------- | --------------- | ------------------ |
| 2004  | Vanessa Quin     |                 |                    |
| 2005  | Vanessa Quin     | Jenna Makgill   | Gabrielle Molloy   |
| 2006  | Jennifer Makgill | Lauren Campbell | Amy Laird          |
| 2007  | Scarlett Hagen   | Amy Laird       | Olivia Johnston    |
| 2008  | Sheryl Macleod   | Harriet Harper  | Scarlett Hagen     |
| 2009  | Harriet Harper   | Sarah Walker    |                    |
| 2010  | Harriet Harper   | Sarah Walker    |                    |
| 2011  | Harriet Harper   | Sarah Atkin     | Veronique Sandler  |
| 2012  | Sarah Atkin      | Harriet Harper  | Sophie Tyas        |
| 2013  | Amy Laird        | Alanna Columb   | Sophie Tyas        |
| 2014  | Sarah Atkin      | Alanna Columb   | Harriet Latchem    |
| 2015  | Alanna Columb    | Sarah Atkin     | Sophie Tyas        |
| 2016  | Alanna Columb    | Agata Bulska    |                    |
| 2017  | Alanna Columb    | Shania Rawson   | Amanda Monk        |
| 2018  | Kate Weatherly   | Shania Rawson   | Amy Cole           |
| 2019  | Kate Weatherly   | Shania Rawson   | Virginia Armstrong |
| 2020  | Jessica Blewitt  | Shania Rawson   | Kalani Muirhead    |
| 2021  | Jessica Blewitt  | Jenna Hastings  | Robin Goomes       |
| 2022  | Jessica Blewitt  | Jenna Hastings  | Louise Ferguson    |
| 2023  | Jessica Blewitt  | Sacha Earnest   | Erice Van Leuven   |
| 2024  | Jessica Blewitt  | Jenna Hastings  | Eliana Hulsebosch  |